# Liste der Monuments historiques in Trizay
Die Liste der Monuments historiques in Trizay führt die Monuments historiques in der französischen Gemeinde Trizay auf.

## Liste der Bauwerke
| Bezeichnung                       | Beschreibung                  | Standort | Kennzeichnung | Schutzstatus | Datum | Bild           |
| --------------------------------- | ----------------------------- | -------- | ------------- | ------------ | ----- | -------------- |
| Ruine der ehemaligen Abtei Trizay | Erbaut im Mittelalter         | (Lage)   | PA00105288    | Classé       | 1920  | weitere Bilder |
| Kirche Notre-Dame                 | Erbaut im 11./12. Jahrhundert | (Lage)   | PA17000008    | Inscrit      | 1996  | weitere Bilder |